# Teateråret 1876

## Händelser

### Okänt datum
- Anne Charlotte Leffler skriver pjäsen Till bråddjupets rand, tänkt att sättas upp på Dramaten men senare refuserad.[1]

## Årets uppsättningar

### Mars
- 13 mars – Anne Charlotte Lefflers pjäs Under toffeln har urpremiär på Dramaten i Stockholm.[2]

### Augusti
- 11 augusti – Louise Stjernströms pjäs I Sverige 1676 har urpremiär på Nya teatern i Stockholm.[3]

### September
- 29 september – Anne Charlotte Lefflers pjäs Pastorsadjunkten har urpremiär på Dramaten i Stockholm.[4]

## Födda
- 21 september – Mathias Taube, svensk skådespelare och illustratör.
- 15 oktober – Manda Björling, svensk skådespelare.
- 1 november – Olga Andersson, svensk skådespelare.